# Otosaurus cumingi
Otosaurus cumingi is een hagedis uit de familie skinken (Scincidae).

## Naam en indeling
De wetenschappelijke naam van de skink werd voor het eerst voorgesteld door John Edward Gray in 1845. Gray gebruikte oorspronkelijk al deze naam voor de soort, maar de hagedis werd later tot verschillende geslachten gerekend. Voorbeelden zijn Euprepes en Lygosoma, de skink behoorde ten slotte lange tijd tot het geslacht Sphenomorphus. Met name deze laatste verouderde geslachtsnaam wordt in de literatuur nog veel gebruikt voor de soort.
De wetenschappelijke geslachtsnaam Otosaurus betekent vrij vertaald 'oorhagedis'; oto = oor en sauros = hagedis. Otosaurus cumingi is de enige soort uit het monotypische geslacht Otosaurus.

## Verspreiding en habitat
Otosaurus cumingi leeft in delen van zuidelijk Azië en komt endemisch voor in de Filipijnen. De hagedis is aangetroffen op de eilanden Bohol, Calotcot, Dinagat, Luzon, Mindanao, Mindoro, Sibuyan en Sicogon. De habitat bestaat uit bossen met een strooisellaag, ook in opgedroogde stroompjes zijn exemplaren aangetroffen.
Door de internationale natuurbeschermingsorganisatie IUCN is de beschermingsstatus 'veilig' toegewezen (Least Concern of LC).